# Bohumil Vosmík
Bohumil Vosmík (11. října 1887 Líbeznice - 24. června 1942 Praha - Kobyliská střelnice) byl pražský řezník a spolupracovník Operace Anthropoid popravený nacisty.

## Život
Bohumil Vosmík se narodil 11. října 1887 v Líbeznicích u Prahy. Za protektorátu bydlel v Reissmannově (dnes Zenklově) ulici 291/113 v Praze-Libni, kde provozoval vyhlášené řeznictví. Se svou manželkou Annou Vosmíkovou, rozenou Zemanovou (nar. 15. května 1885 ve Svídnici) měl tři děti: syny Oldřicha Vosmíka (nar. 13. listopadu 1912) a Bohumila Vosmíka ml. (nar. 31. října 1923) a dceru Boženu Vosmíkovou (nar. 7. listopadu 1914).

Děti Bohumila Vosmíka a jeho ženy Anny Vosmíkové
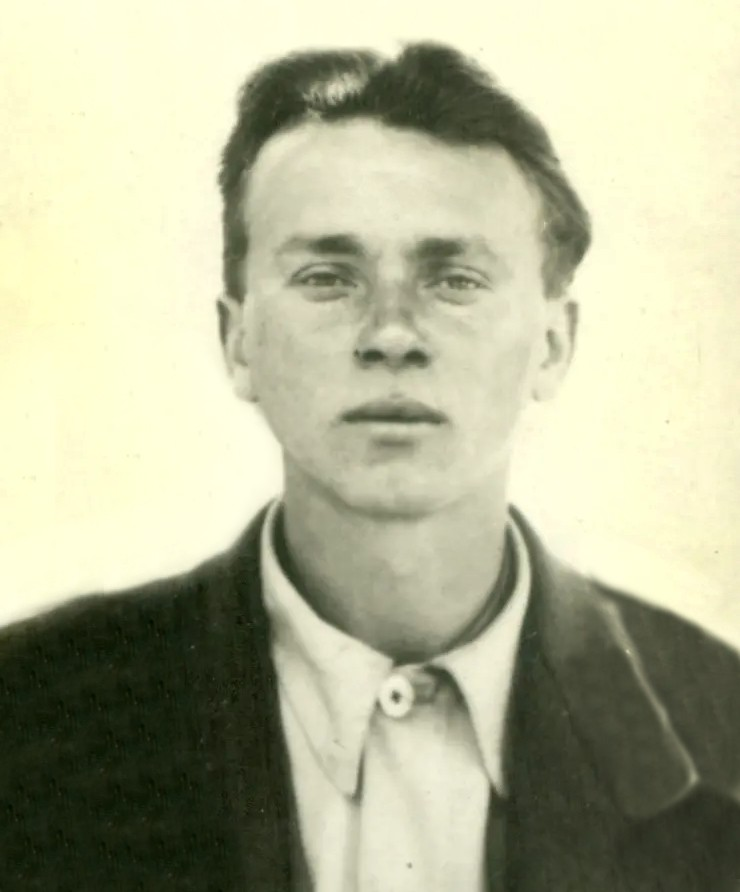
Nejstarší syn Oldřich
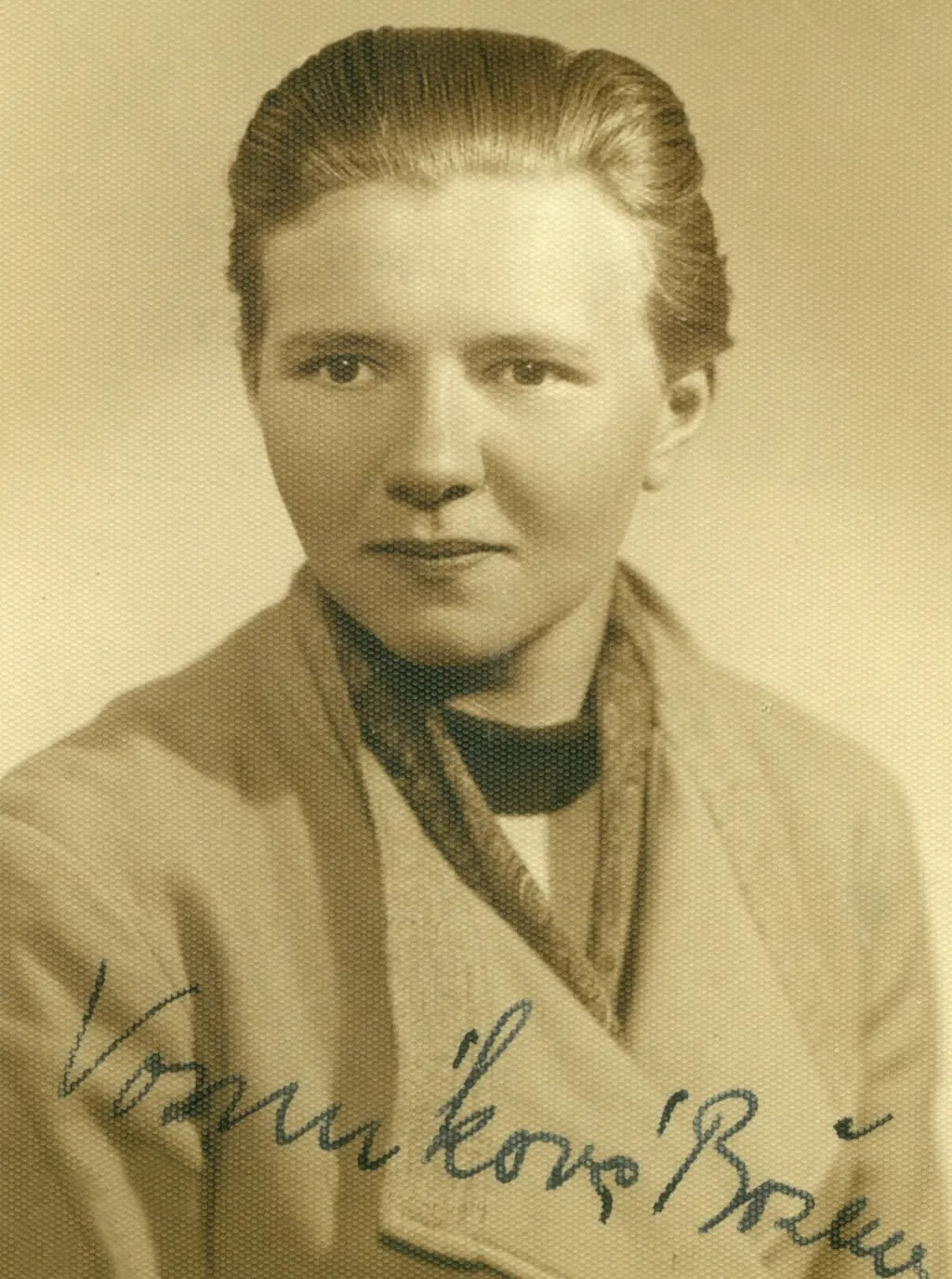
Dcera Božena
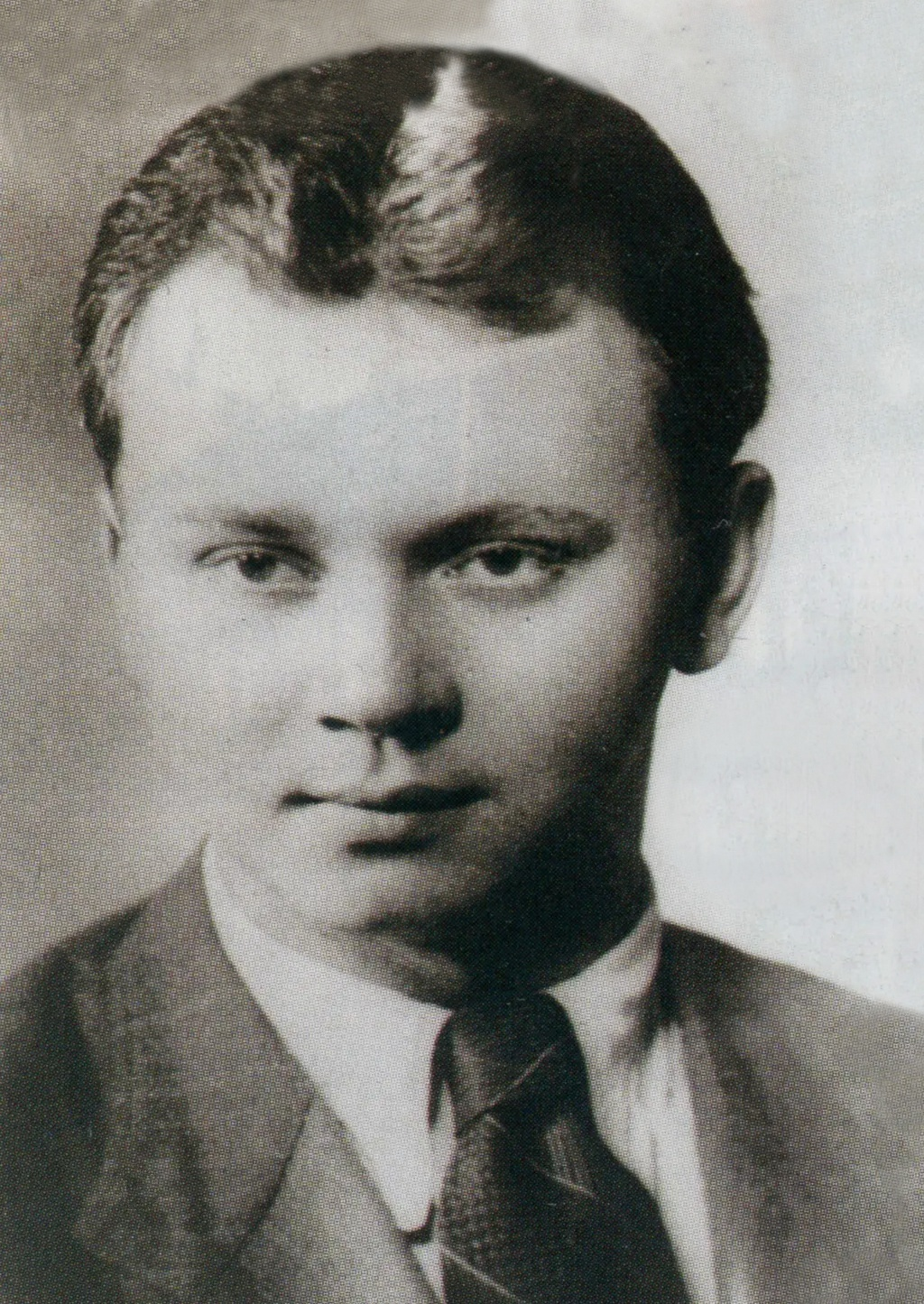
Nejmladší syn Bohumil

## Odboj a spolupráce s parašutisty
Bohumil Vosmík byl členem libeňského Sokola, jehož náčelníkem byl v době protektorátu Bohuslav Strnad. Přes něj navázal spolupráci se sokolskou ilegální organizací Jindra. Prostřednictvím hostinského Františka Jarolímka dodával parašutistům maso, ve svém domě ukrýval zbraně a celkově parašutisty podporoval finančně i materiálně. S Bohumilem Vosmíkem spolupracoval i pozdější populární herec Martin Růžek, který byl v té době nasazen u protiletecké obrany (tzv. Luftschutz). Ten mu ze skladových zásob dodal přikrývky, které měli parašutisté v kryptě kostela sv. Cyrila a Metoděje.

### Syn Oldřich Vosmík
Nejstarší syn Oldřich (nar. 13. listopadu 1912 v Praze) byl zaměstnán u svých rodičů jako řeznický pomocník. Byl ženatý s Alžbětou Vosmíkovou rozenou Čejkovou (nar. 4. února 1914 ve Vlastci), s níž měl malého synka Oldřicha ml. (* 1937), kterému v době atentátu na Heydricha bylo 5 let. V roce 1937 odjel jako dobrovolník do Španělska, kde se zúčastnil bojů v rámci mezinárodních brigád. Do Prahy se vrátil v zimě roku 1939, ještě před 15. březnem. I když nebyl členem komunistického odboje, rozšiřoval jejich ilegální tisk. Byl členem sokolské organizace Jindra, se kterou navázal spolupráci přes náčelníka libeňského Sokola Bohuslava Strnada. Spolupracoval s odbojovou skupinou v nemocnici na Bulovce a inicioval řadu sabotážních akcí. Spolu s bratrem a otcem zajišťoval potraviny pro osoby ukrývané v ilegalitě.

### Syn Bohumil Vosmík
Bohumil Vosmík (* 31. října 1923 v Praze) byl svobodný a bydlel u svých rodičů. Stejně jako jeho starší bratr u nich byl zaměstnán jako pomocný řezník.

### Dcera Božena Vosmíková
Dcera Božena Vosmíková (nar. 7. listopadu 1914 v Praze) pracovala jako prodavačka v obchodě svých rodičů. Byla nadaná sportovkyně, členka veslařského klubu loděnice Tatry-Smíchov. Při prohlídce bytu byla v jejím gauči nalezena lovecká puška.

## Zatčení, smrt
Dodnes není jisté, kdo rodinu Vosmíkových prozradil. Zatčeni byli 17. června 1942. Nejprve gestapo vniklo do bytu nejstaršího syna Oldřicha Vosmíka, který bydlel opodál na adrese Reissmannova (dnes Vosmíkových) 102/3. Ten se při zatýkání bránil střelbou ze dvou automatických pistolí a prostřílel se ven. Při tom těžce zranil vedoucího III. oddělení pražského gestapa. Sám byl postřelen a nakonec dopaden. Při zátahu pomáhali gestapu i čeští četníci, kteří byli nacisty za svou aktivitu finančně odměněni. S Oldřichem Vosmíkem byla zatčena i jeho manželka Alžběta Vosmíková, pětiletého syna se jí podařilo zachránit, protože ho včas odvezla ke svým příbuzným.
Poté byl zajištěn byt Bohumila Vosmíka, přičemž jeho mladší syn Bohumil Vosmík mladší se rovněž pokusil o útěk. Byl však zadržen spolu s otcem, matkou i sestrou Boženou. Zatčení neunikl ani řeznický pomocník Václav Mihula. Při prohlídce bytu byla nalezena automatická pistole, revolver a lovecká puška.
Během výslechů Vosmíkovi nikoho neprozradili. Celá rodina Vosmíkových i Václav Mihula byli odsouzeni stanným soudem k trestu smrti, poprava byla vykonána na Kobyliské střelnici 24. června 1942.

## Po smrti
Po smrti Bohumila Vosmíka získal jeho řeznický obchod František Brauner (nar. 25. srpna 1905 v Rudolfově, okr. Olomouc). Ten vlastnil od roku 1937 řeznický a uzenářský krám v ulici Na Zápalčí (dnes Valčíkova) v Libni. Když bezprostředně po atentátu na Heydricha vběhl Jozef Gabčík do jeho obchodu, aby unikl svému pronásledovateli Johannesi Kleinovi, František Brauner ho prozradil (Gabčík Kleina postřelil a uprchl, Brauner dostal od Němců odměnu). Po otevření nové živnosti po Vosmíkových se však setkal s bojkotem, po válce byl vězněn v Pankrácké věznici.

## Připomínka
- V místě, kde měli Vosmíkovi svůj řeznický obchod (Zenklova 291/113, Praha 8 - Libeň) je umístěna pamětní deska s textem: "NA VĚČNOU PAMĚŤ TRAGEDIE TĚCH, KTEŘÍ MUSELI ZEMŘÍT, ABY VLAST DÁLE ŽILA / VOSMÍK BOHUMIL *1887 +1942 / VOSMÍKOVÁ ANNA *1885 +1942 / VOSMÍKOVÁ BOŽENA *1914 +1942 / VOSMÍK BOHUMIL *1923 +1942 / VOSMÍKOVÁ ALŽBĚTA *1914 +1942 / VOSMÍK OLDŘICH *1912 +1942 / MIHULA VÁCLAV *1912 +1942 / ODHALENO 1947 PÉČÍ PODPŮRNÉHO SPOLKU ŘEZNÍKŮ A UZENÁŘŮ PRO KARLÍN, LIBEŇ A OKOLÍ".[7]
- Jména popravených členů rodiny a jméno Václava Mihuly jsou uvedena na pamětní desce na Kobyliské střelnici.[8]
- Po rodině Vosmíkových byla v pražské Libni pojmenována ulice Vosmíkových.
- V blízkosti domu, kde Bohumil Vosmík bydlel a kde provozoval své řeznictví, je tramvajová zastávka pražské MHD s názvem Vosmíkových.
- Jméno Boženy Vosmíkové je uvedeno na pamětní desce obětem 1. a 2. světové války u zadního vstupu sokolovny Sokola Vršovice, Vršovické náměstí 111/2, Praha 10.[9]

## Galerie

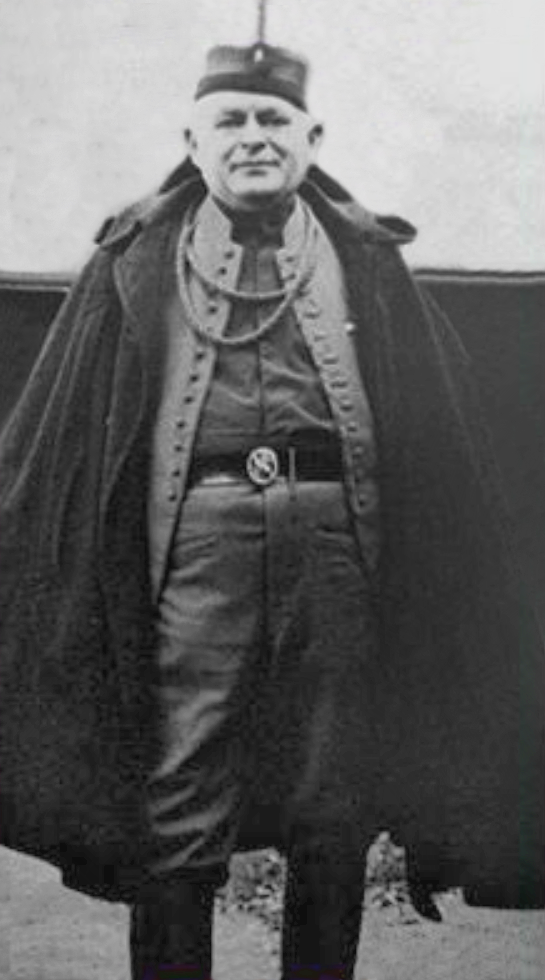
Hostinský František Jarolímek
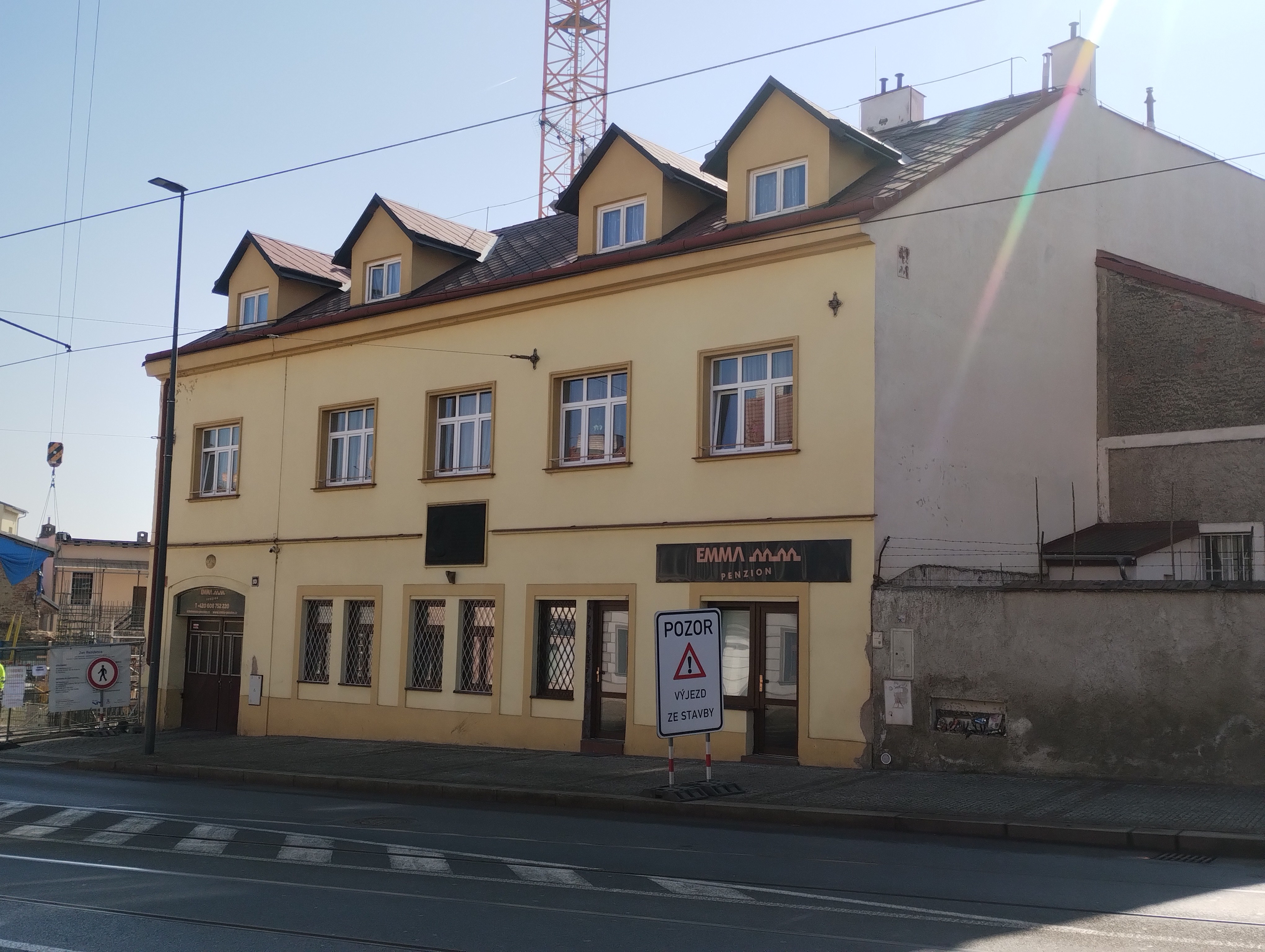
Dům (r. 2025), kde Vosmíkovi provozovali řeznictví, Zenklova 291/113, Praha 8 - Libeň
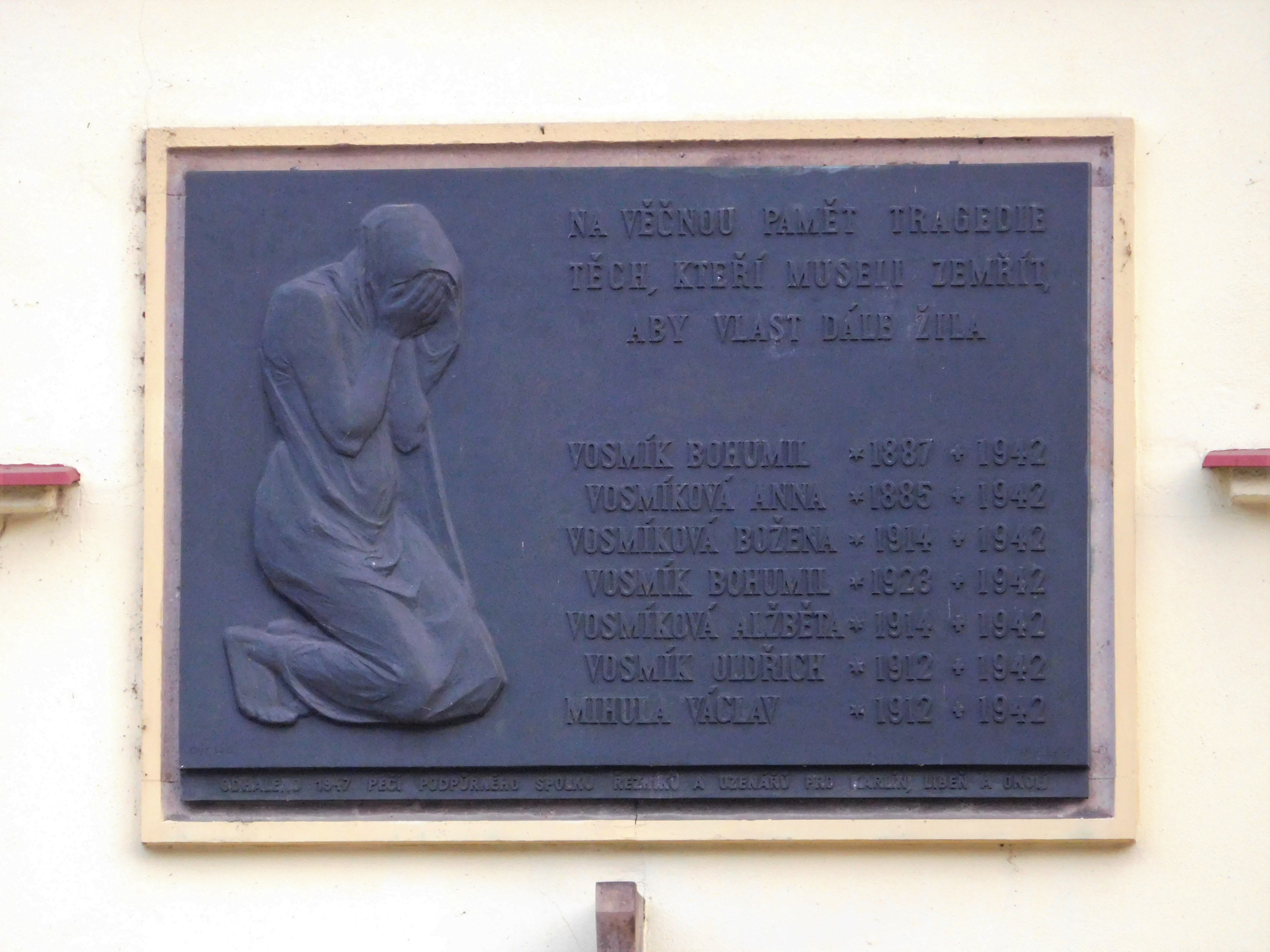
Pamětní deska rodiny Vosmíkových na domě, kde bývalo řeznictví - Zenklova 291/113, Praha 8 - Libeň
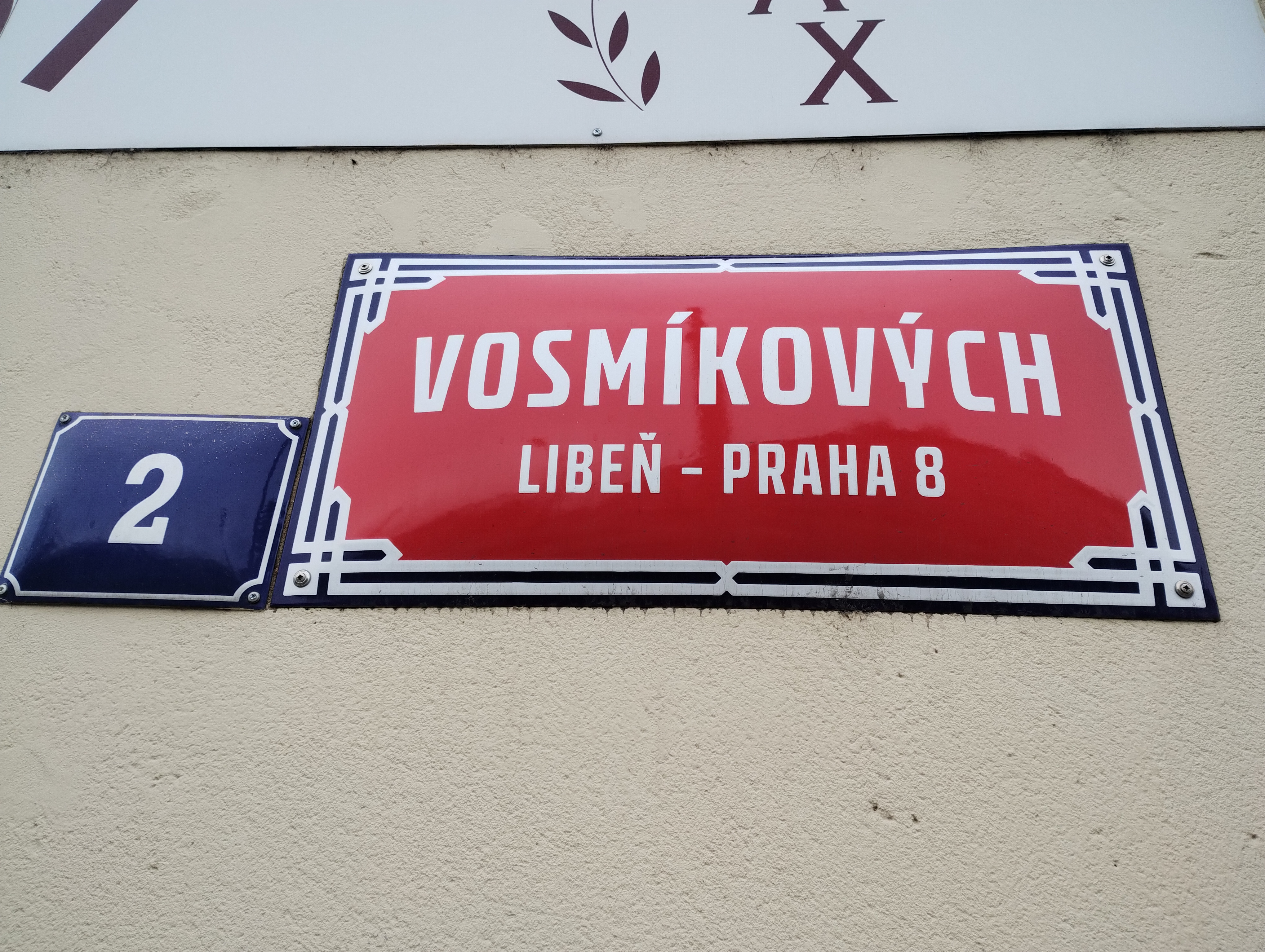
Ulice Vosmíkových v Praze-Libni
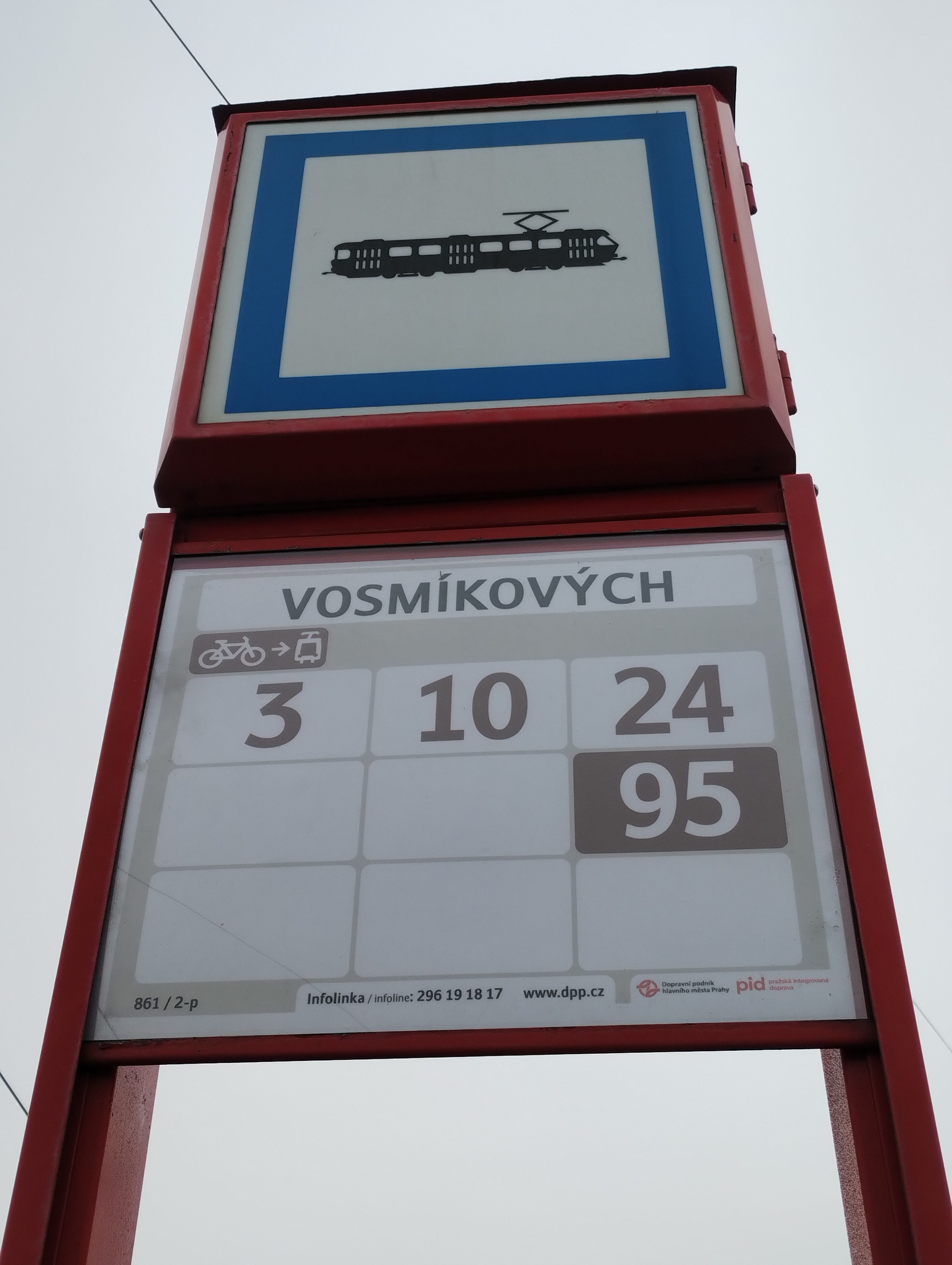
Tramvajová zastávka Vosmíkových v Praze-Libni
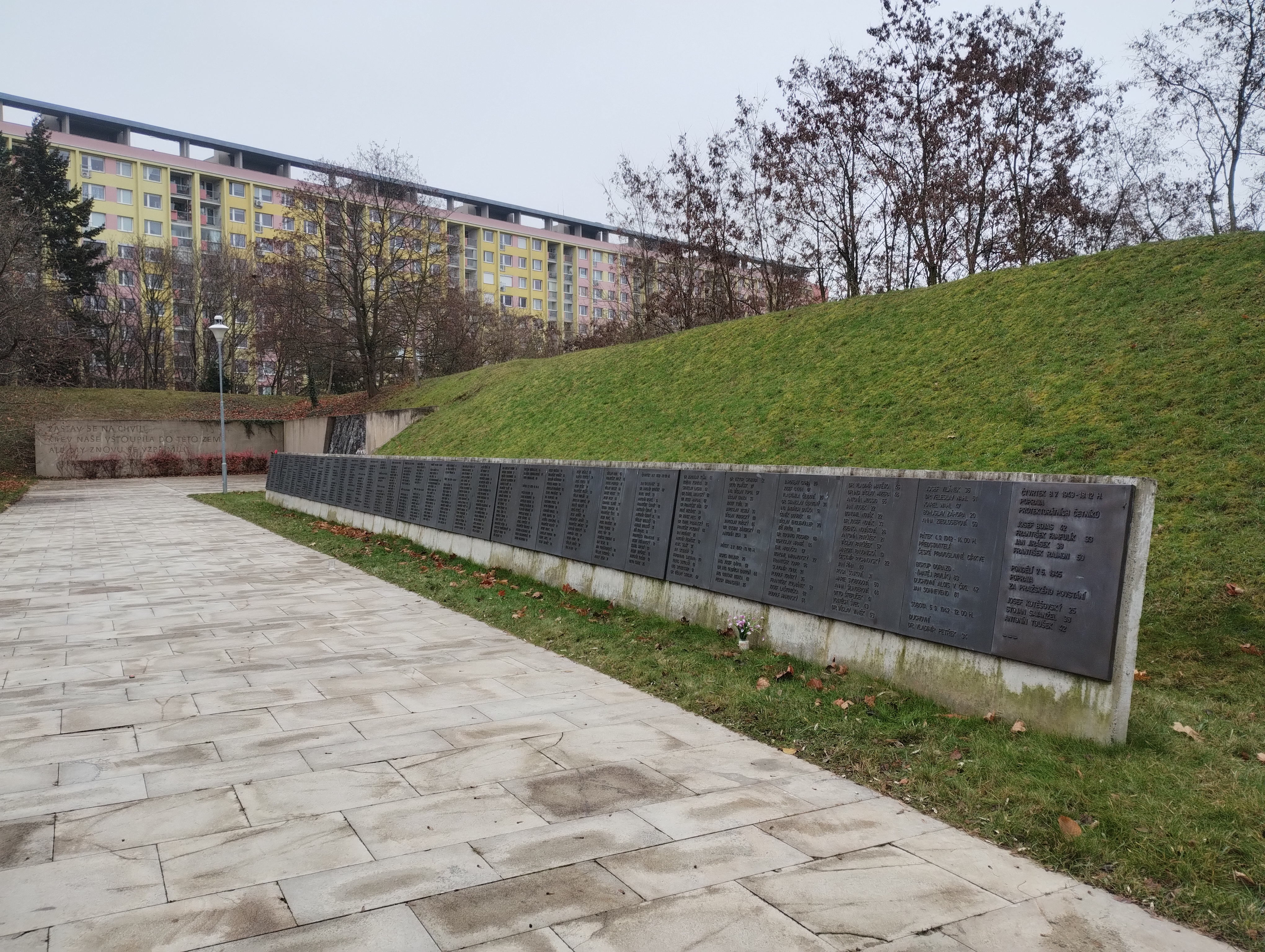
Pamětní desky se jmény popravených na Kobyliské střelnici
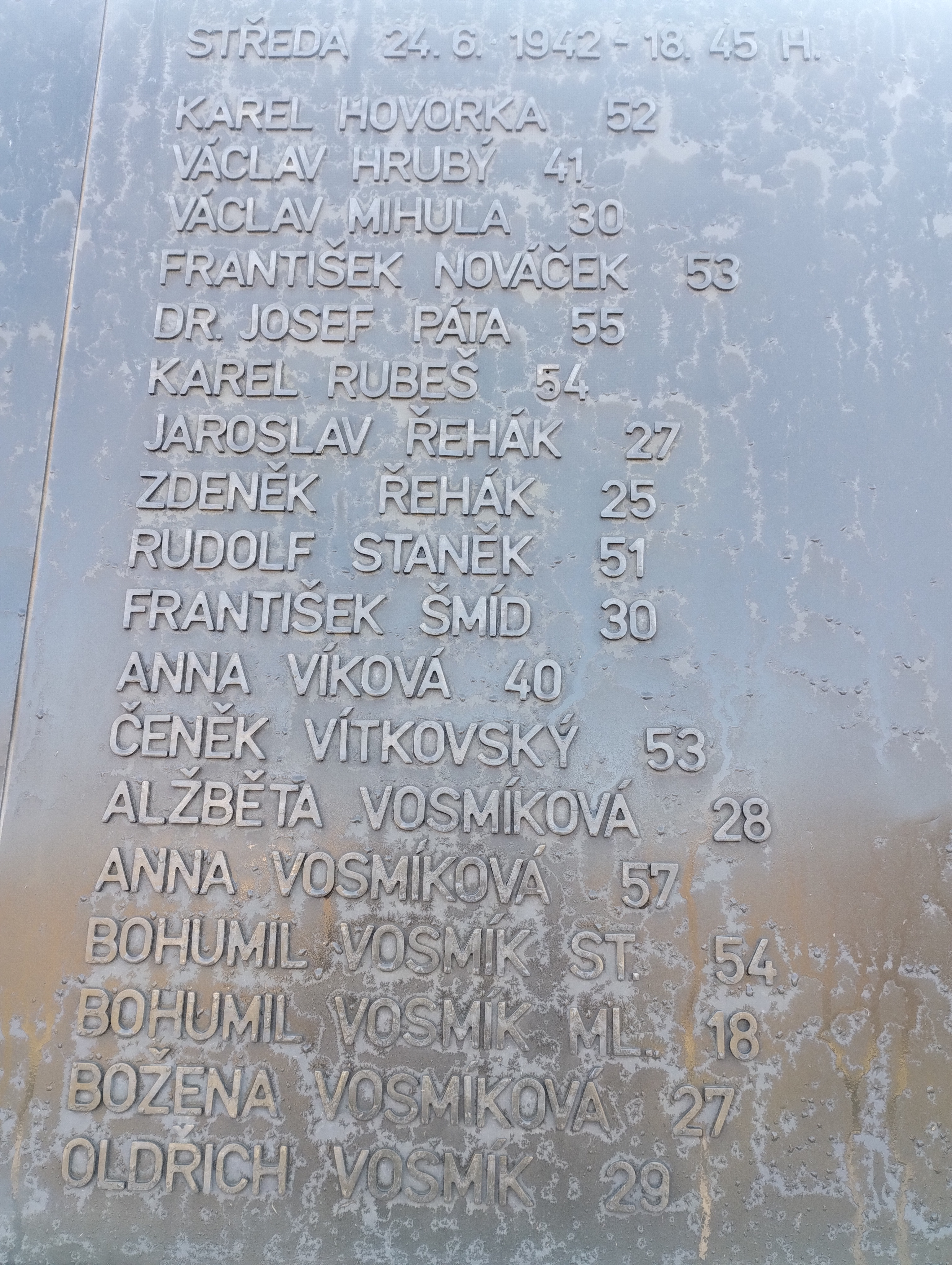
Detail desky se jmény rodiny Vosmíkových a Václava Mihuly, Kobyliská střelnice
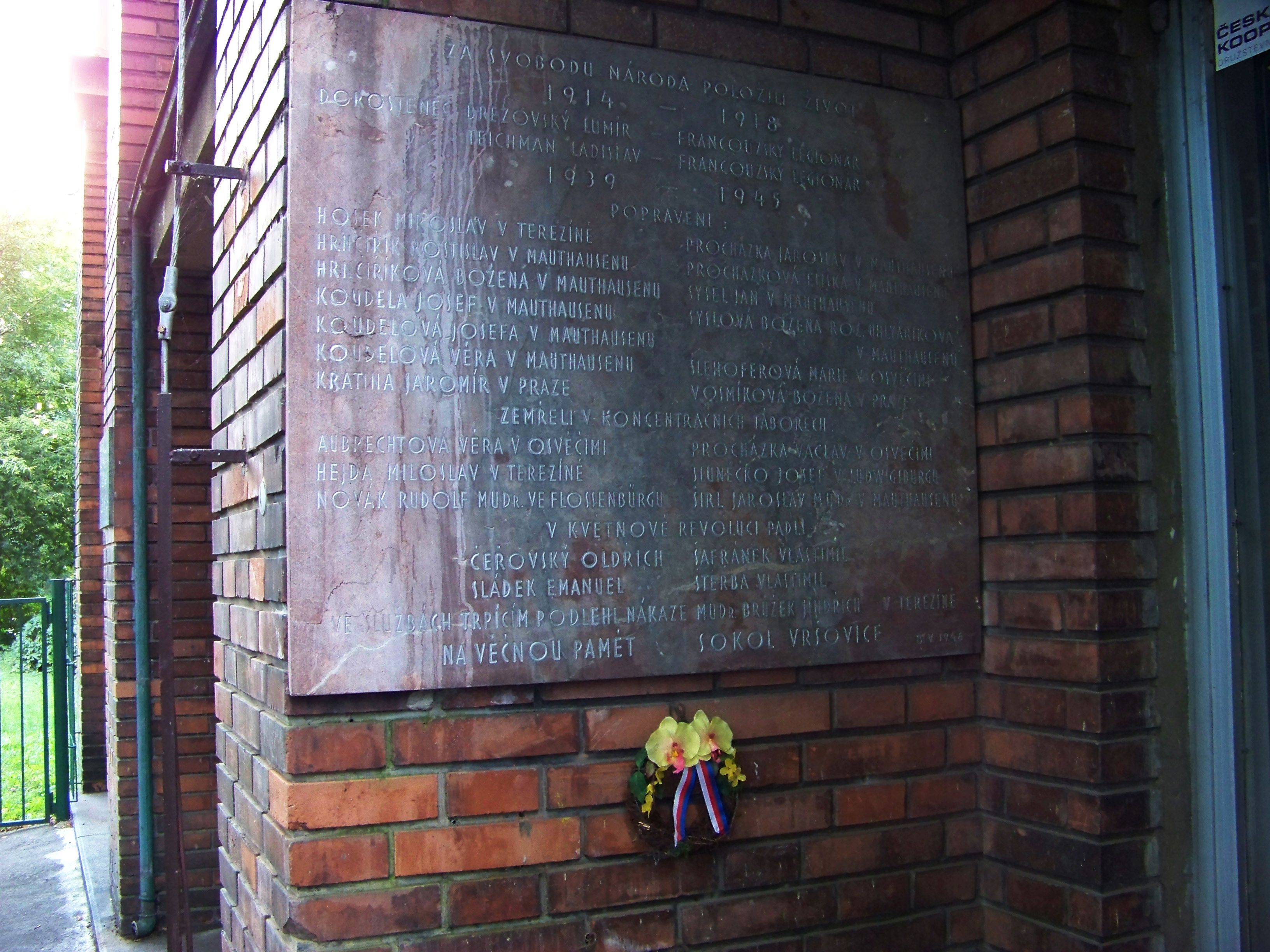
Pamětní deska obětem 1. a 2. světové války u zadního vstupu sokolovny Sokola Vršovice, se jménem Boženy Vosmíkové